# 薦野增時
薦野增時（1543年—1623年3月10日，即天文12年－元和9年2月10日），日本戰國時代、江戶時代初期之筑前国糟屋郡的國人領主，薦野宗鎮之子，母為米多比元實之女。幼名彌十郎，官稱左近大夫，擔任立花氏的家老後改名「立花三河守」，號為賢賀、玄賀。

## 生平

### 出自
其先祖以繼體天皇的御宇左大臣家憲為起始受賜丹治姓。後裔則略稱丹姓。其5代孫宮內卿家義繼續擔任御宇左大臣，受嵯峨天皇賜與大和國涉田領地。其孫丹治武延受陽成天皇剌命前往關東武藏國加治鄉，而成為了所謂的武藏七黨之一，被世間稱為丹黨。其子丹治式部少輔峯延又移動到九州筑前國粕屋郡薦野邑（現在的福岡縣古賀市），築起臼嶽城(薦野城)，因而稱名薦野氏。與鄰近的米多比氏同宗為丹姓後裔。
而依照薦野氏的系圖「丹墀姓薦野氏系」所載，祖先是宣化天皇的末裔多治比王「初賜多治比姓，以名為姓也，丹治、丹比各同」。延長三年(925年)前，峯延「移居筑前國粕屋郡薦野邑，築城於臼嶽，又構築小松岡」，與薦野氏相關的清瀧寺則記載其為「西丹之祖」，武延則為「東丹之祖」(領武藏國熊谷故後來稱熊谷氏)。
至日本戰國時期，增時之父薦野鎮房，從屬大友家並作為筑前立花山城主・立花鑑載、白岳城主・怒留湯直方的与力眾，多次立下戰功，領有數枚戰功感狀。永祿11年（1568年）2月立花山城主立花鑑載受到毛利元就策反再次反叛大友家，薦野鎮房此時為了貫徹對大友家的忠義不支持鑑載的行動，於3月11日遭其設宴誘騙殺害(但從大友義鎮(宗麟)的書狀推測可能在鑑載反叛前就已死去或隱居)。於是增時繼承了大友家筑前與力眾代表人物的位置。

### 早期經歷
永祿2年（1559年）8月至9月25日，筑前的大友軍立花鑑載、怒留湯直方、支援麻生鎮氏(宗像鎮氏)率數千進攻北九州國人神官豪族宗像氏貞的領地，先後攻陷了占部尚安的許斐山城、蔦嶽城並進至氏貞居城白山城，氏貞棄城，搭船逃往北邊離島的大島。此時增時受命在立花鑑載的指揮下於立花山城固守籠城。
永祿3年（1560年）3月27日宗像氏貞在家臣占部尚持的奇計下奪回許斐岳城等領地，大友方城主麻生鎮氏於落城途中遭到吉原貞安射殺，對此於4月18日，吉弘鑑理、怒留湯直方、立花鑑載率1千5百騎再次攻向許斐岳城，但於翌日遭到占部尚安、河津隆家5百精銳弓兵的反擊而退往立花山城下青柳。至5月3日，增時與大友家重臣臼杵鑑續同軍陣。
永祿4年（1561年）3月，大友軍立花鑑載、怒留湯直方率1千五百兵持續對宗像方施壓，雖於14日以增時之奮戰攻落占部尚安的許斐里城，但15日在吉原里城遭到強烈反擊而退敗。
永祿10年（1567年）9月5日，宗像氏貞進攻立花山城，於飯盛山佈陣，立花鑑載及怒留湯直方於席內村、團之原迎擊將其擊退到赤間山城，但此時宗像方吉田守致單挑擊殺怒留湯久則後又逆轉形勢，7日薦野增時、米多比鎮久其一族於領地頑強抵抗宗像軍的侵攻，8日宗像軍以許斐氏備再度進擊至立花山城下的上和白放火但遭怒留湯直方擊退，10日宗像軍轉攻院內一地，立花鑑載及怒留湯直方便攻入宗像領地並於飯盛山下對戰，遭擊退。
10月22日，增時之父薦野宗鎮與米多比鎮久等率1千5百兵力攻往宗像領內西鄉、許斐並於福間、田島、東鄉一帶放火，25日，宗像家臣小樋宗頼鎮守冠山城防備攻勢，宗像氏貞則與杉連並、麻生元重率2千兵出戰於福間河原，後兩軍互相撤退。
永祿11年（1568年）2月立花山城主立花鑑載受到毛利元就策反再次反叛大友家，3月11日，薦野宗鎮此時為了貫徹對大友家的忠義不支持鑑載的行動，遭其殺害，隨後增時與同族的米多比鎮久率3百兵力一同抵抗立花鑑載配下安武民部、藤木和泉守8百兵力的攻勢，並南下至御笠郡與前來討伐的大友軍將領臼杵鑑速合流。

### 新生立花氏陪臣時期
立花山城之立花氏因為立花鑑載的自刃而沒落，而原本預定為立花山城城督的吉弘鑑理於元龜元年(1570年)6月因病亡故，代替其成為城代的鑑理之子・吉弘鎮信也因為身為宗麟的側近重臣而被招回豐後，因此大友宗麟指派了戸次鑑連(立花道雪)轉封至筑前立花山城，於元龜2年（1571年）五月形式上的繼承了立花氏並且令其受任筑前守護代。而增時與同族的米多比鎮久則同樣作為大友家的與力陪臣輔佐道雪。
天正6年（1578年）大友家於耳川大敗於島津家，使得大友家逐漸式微，筑前國人如秋月、原田、宗像、草野等再次大規模反叛。
天正7年（1579年）7月12日~18日道雪為牽制原田軍又出兵往安樂平城集結小田部及大津留的8百餘軍力，從海、陸二方面進軍至早良郡鳥飼、生松原，與原田親秀觸發第二次生松原之戰，薦野增時、小野鎮幸、十時連貞、東鄉三九郎、安東連善、足達連安、後藤種長、後藤連種、米多比彈介、米多比鎮久、由布惟時等果敢奮鬥，小田部鎮元、大津留鎮忠進行橫擊，原田親秀遂敗，一方，原田隆種又分兵擊退大津留、小田部軍，故此局地戰各有勝負，最終各自撤退。
7月27日，秋月、筑紫、原田3千聯軍又偷襲大宰府，道雪聯合紹運出兵2千8百兵力對峙，以紹運1千對筑紫、道雪1千5對秋月、並另派薦野增時以游擊隊3百埋伏於觀世音寺，一氣呵成將之擊退。(第一次太宰府觀世音寺之戰)。
8月18日，宗像彈正、麻生元重、田原鑑尚、杉連並等反大友聯軍經由海路往南於多多良川左岸的箱崎攻入道雪領地，道雪於是出立花山城南下與之進行了兩日兩場的戰鬥後，趁夜派戶次鎮榮、戶次統則、薦野增時率領3千兵往北方奇襲宗像領地並對麻生元重的上松城放火還俘虜了元重之妻。宗像、麻生、田原三將見到自家的上松城起煙於是由海路退回宗像領地固守許斐岳城，9月上旬，元重私底下想投降道雪，約定道雪出兵許斐岳城時將獻城投降，但被宗像彈正發覺而被殺。
9月下旬，道雪、紹運、志賀親守為討伐原田親秀進行軍議，決定由紹運留守防備秋月、筑紫，志賀親守率大津留鎮正及小田部勢殘兵攻向高祖山日向崖，道雪則合木付鑑實共3千5百餘騎，以小野鎮幸、由布惟信5百為先鋒進軍高祖山城並放火燒村，原田親秀以一族之擅長軍事兵法的勇將原田林慶指揮波多江、吉井等為大將率6千出擊，分別將道雪、志賀軍衝散並逐漸聚集當地鄉士之兵力，追擊道雪軍至生松原(第四次生松原之戰)，此時林慶見道雪背後河川滿潮，認為道雪之兵比起溺死將會轉而奮鬥攻擊自軍，因而打算待其退潮，同時小野鎮幸也向道雪提出該利用此背水之陣令士兵突擊敵陣，兩軍互相觀察，隨後小野、由布率5百分左右進擊，道雪後陣遂追擊將原田軍打回高祖山城，林慶則在小野、由布及薦野增時、立花成家父子、丹親次的夾攻下兵卒殆盡遭小野討殺，於高祖山山腰處的妙立寺防守的原田種守千5百騎也被擊破，種守以下數十騎戰死。道雪軍攻破三之丸、二之丸後遂放火燒城返回生松原執行首實驗後回軍立花山城。
12月，秋月種實又聯合杉連並、麻生、許斐氏備、惠利暢堯等將侵攻道雪領地的糟屋郡，道雪與之對戰2、3日牽制住後，於29日派戶次鎮榮、薦野增時千餘兵奇襲許斐岳城並放火且俘虜了氏備妻兒，遂奪下此城，氏備只能率百餘兵逃往大島。

天正9年（1581年）3月6日道雪於那珂郡麥野村築砦。同年7月27日龍造寺隆信聯合筑紫廣門、原田隆種進軍至大宰府，並以筑紫廣門聯合秋月種實侵略筑前岩屋城，紹運與之對峙，道雪另派家臣竹迫統種、薦野增時等將為游擊軍迂迴佈陣於緊鄰太宰府東側的觀世音寺，雖成功於觀世音寺之戰(第二次太宰府觀世音寺之戰)擊退敵軍，但統種等立花家臣戰死甚多。
8月25日，增時帶領同僚後藤連種攻下隸屬秋月家的高鳥居城。
11月6日，大友宗麟為了援助被秋月種實、問註所鑑景夾擊的家臣朽網鑑康，而命道雪、紹運、宗茂出陣，立花高橋共率5千兵力再次對秋月氏的嘉麻、穗波一帶攻略，當立花高橋軍收到豐後的大友軍將於原鶴一帶迎擊秋月軍後，於回軍途中遭到秋月軍上野四郎兵衛、坂田勘解由左衛門實久以及豐前、筑前國人眾長野、城井、千手、杉約8千騎的追擊，立花高橋軍利用地形於八木山的石坂道的大日寺口埋伏，於大日寺前的潤野原反擊敵軍後又往南追擊至土師村，小野鎮幸、薦野增時、大橋京林、新田鎮實、米多比鎮久、和仁統實、森下重一等奮迅討取3百餘人，兩軍的激戰使立花高橋軍損失3百餘人，秋月軍坂田實久等戰死7百60人，道雪的軍師大橋京林因此在八木山當地建立千人塚。此戰是為潤野原合戰。此戰增時自報名號單騎與敵方勇將魚山甚右衛門對決，取得其首級，秋月軍遂士氣動搖大敗。
同年11月12日，立花山城東北方的宗教豪族宗像氏貞，其部分家臣不滿早先將部分領地作為色姬的嫁妝給了立花，趁立花軍一面出戰秋月軍（潤野原之戰），一面以由布惟信、薦野增時、小野鎮幸、立花鎮實、內田鎮家、足立連安等立花家臣8百兵前往運輸兵糧不足的筑前東南邊境的鷹取城時，聯合秋月軍於13日半路偷襲（小金原之戰，立花家稱清水原之戰），此戰中立花家諸將各別討取眾多敵方將領，足立連安連斬18人、米多比鎮久擊殺石松新三郎貞景，增時擊殺深川九郎，而惟信之子由布惟次也以鐵砲狙擊敵大將河津修理進盛長立下大功，但隨後奮戰中身受13處重傷，最後在由布、小野、薦野、內田、十時等立花家臣以背日光於高處下山衝陣等兵法上正確的判斷，宗像方大敗，將領吉田貞辰、石松秀兼等人皆被討取殆盡，此戰形同宗像氏貞的背叛而觸怒了道雪，兩家之間的同盟因此破裂。

天正10年（1582年）4月16日前往那珂郡岩戶鄉驅逐秋月、原田、宗像的約2千聯軍，此戰立花軍僅1千5百軍力分道雪、由布、小野三隊為本隊進攻，道雪的養子統虎（之後的立花宗茂）和薦野率5百兵為伏兵，道雪本隊在危急之時因統虎的策略終於擊退原田勢，隨後讓統虎率薦野增時、立花成家、 小野鎮幸、由布惟時、立花統春、佐野統幸共1千騎驅逐正再岩戶一帶的岩門庄久邊野築砦的原田勢武將笠興長3百兵，討取了1百50人並追擊至早良郡。
天正11年（1583年）3月16日的吉原口防戰，增時預測到宗像氏貞出兵攻擊自己城池的意圖，於是配置伏兵，待宗像軍4~5百騎經過之時，弓銃亂發並大聲喊叫，待發砲的硝煙壟罩敵方視線時，又揮兵突擊率先舉刀殺入敵陣，宗像軍遂敗退，而增時之弟丹親次則討取了吉原貞安後又於4月23日攻落宗像家的許斐岳城，氏貞只能退往白山城，遂驅逐了宗像勢力。

天正12年（1584年）8月，大友家第二十二代當主大友義統要求道雪與高橋紹運出兵支援筑後貓尾城攻略，此時增時輔佐統虎留守立花山城，以自己的家臣安倍親常作為名代出戰。
天正13年（1585年）3月，在道雪與紹運出兵筑後之時，統虎以18歲之齡僅以千餘兵力守城。秋月種實見立花山城兵少便率8千大軍來攻，統虎對此決定率5百兵力分三隊夜襲秋月軍，於是先以家老米多比鎮久率百餘名兵力繞到秋月軍後方，佯攻秋月家居城古處山城，引誘了秋月軍部分兵力追擊，這時統虎和增時率1百50兵力以火計夜襲秋月本陣，造成秋月軍前後混亂，甚至自相殘殺。一方，家老十時連貞也隱兵於森林中率兵從側面突入，鎮久也繞回來夾擊，秋月方大敗損失3百餘人，後種實內通立花家臣櫻井兄弟暗中謀反，然而卻被統虎識破，平定了謀反的兩人，種實見內應失敗而改以小軍勢妨害耕作破壞農田等，但都被統虎逐次擊退，秋月軍遂放棄攻城狼狽退回領地。

### 立花氏家老時期
天正13年（1585年）9月11日，道雪病逝，統虎繼任立花家督。天正14年（1586年），統虎的君主大友宗麟前往大坂晉見豐臣秀吉，希望豐臣家幫助大友家抵抗島津的攻勢，同時推薦統虎和生父紹運為豐臣家臣，大友筑前的領地因此於此時轉變為豐臣家。
此時面對大舉北上進攻的島津家，增時持續輔佐統虎抵抗，於8月參加立花山城籠城、高鳥居城攻略戰等，一方面也作為使者負責與豐臣秀吉、島津氏的外交事務。與同僚十時連貞共同奪回了遭到島津氏捕虜的統虎之弟高橋統增。
由於往年的功績，加上大友家的勢力衰退，增時作為代表立花家的重要人物而正式轉變為立花家的直臣，受領立花姓式而稱立花三河守，其子吉右衛門也一併許可姓立花(立花成家)。
豐臣秀吉平定九州後，統虎受封筑後柳川的領地，增時則受任成為城島城主，作為筆頭宿老領有4千石俸祿。
之後於第一次朝鮮派兵文祿之役期間，增時沒有渡海參加作戰，而是在日本軍的本營名護屋待命，第二次派兵的慶長之役則是鎮守柳河城代宗茂主持處理領內事務。

### 關原之戰、改仕黑田家時期
關原之戰前，曾時力排眾議認為應當加入較有勝算的德川家康之東軍，與黑田如水及加藤清正同盟，但因主君統虎決定參加西軍而沒有被採納意見。增時再次留守柳河城，其子立花成家跟隨宗茂參加西軍的戰鬥，於大津城攻略戰活躍。
西軍戰敗後，立花家經歷與鍋島家的江上八院之戰，同時增時的弟弟丹親次則前往德川家交涉，獲得了保全統虎身命的安堵狀，之後接受加藤清正及黑田如水的調停開城投降，最終立花家遭到領地被沒收的改易處分。
在交涉過程中，黑田如水很是欣賞增時的才幹，因此增時受其邀請改仕了黑田家。
元和9年（1623年）2月10日，增時於筑前死去，享年81歲，法名「円珠院來翁玄賀」。

## 人物逸聞
- 增時被道雪稱讚：“擁有沉著冷靜的判斷力和勇猛果敢的行動力”，並擔任道雪於筑前立花山城的新任家老，和譜代的由布惟信，大友氏的與力出身的小野鎮幸共同執行家中政事，也在戰場上擔任副將立下許多戰功。

- 道雪對増時的才能非常欣賞，曾想以自己的長女政千代嫁給增時來讓其繼承立花家，但是增時卻強烈反對，並進言“現在的家臣都對道雪大人您有著絕對的忠節，如果在您死後由我這個沒有血緣的外人繼承立花家一定會造成內亂的，請至少由大友一族當中找尋繼承人才是上策”並且，對道雪建議將大友家一族的重臣高橋紹運之子高橋統虎（之後的立花宗茂）認為養子並娶道雪的親生女立花誾千代為妻來入贅立花家成為繼承人，在實現此事後，增時也盡力的負責輔佐統虎。一方面，政千代於12歲之齡早逝[89][105]。

- 天正13年（1585年），道雪和紹運率軍參加筑後遠征，增時則與十時連貞一同擔任統虎的「後見役」守在立花山城，而勢力龐大的筑前國人秋月種實則看準道雪和紹運不在，率領8千軍力想偷襲奪下立花山城，面對倍數於己的敵軍增時提出以立花山城的堅城來籠城作戰，然而統虎卻打算以夜襲來出其不意的打擊敵軍士氣，增時也同意後率領5百名兵力設下火計陷阱，和統虎以及十時連貞、米多比鎮久一同擊退秋月大軍，立下了大功[89]。

- 不久道雪於筑後征伐期間病死。統虎正式成為立花家的家督，增時也在隨後和統虎一同抵禦島津家的侵攻，參與高鳥居城攻略和岩屋、寶滿二城的奪還。並且在島津家與豊臣秀吉交涉的時候，和十時連貞一同實現將統虎之弟高橋統增從島津家的手中給奪回，並破解島津家想以人質來談條件的策略，秀吉對此曾褒讚說：“增時，真是位知勇兼備的武士”[89]。

- 因為增時長年對立花家的忠義，統虎因此賜姓立花給予增時，並將自己的姐姐嫁給增時的長子吉右衛門成家（立花成家）為正室[106]，增時也在晉見豐臣秀吉時因其氣量不凡和戰功而獲賜三河守的官位，至此增時的立花三河守之名因而誕生[89][102]。

- 增時堅守崗位，文祿年間於柳川留守，並出陣至名護屋城參陣，慶長年間則致力於柳川的內政。但是到了慶長5年（1600年）、關原合戰之際，增時預料德川家康所率的東軍將會獲得勝利[107]，並建言統虎和親近德川家的九州大名如加藤清正、黒田如水進行同盟，統虎卻因為了回報豐臣秀吉的恩情而和增時對立主張加入西軍，增時因此又擔任柳川留守之務[103][14]。

- 最後西軍戰敗，立花軍回到柳川領地時遭受鍋島、黑田、加藤三軍的圍攻，戰後期間增時為了主家存續在黑田、加藤陣營之間勞心勞力，東奔西跑，這時卻也因其政治處理能力而受到黑田如水的欣賞，在立花家終究被改易的情況下，增時則回應黑田如水的欣賞而和嫡子成家改仕黑田家，如水亦答應增時回歸祖先舊地筑前並希望守護舊主道雪之墓梅岳寺的要求而給予其子成家4千石和其弟丹半左衛門（丹親次）1千石，增時則因高齡而入道改名「賢賀」並隱居，仍受領二百名武士的扶持。

- 道雪於生前曾為了回報增時的忠義和戰功而向增時詢問想要什麼回禮，增時回答說：“敝人真是惶恐至極，我從來都沒有想要過什麼回禮，真要說的話，請允許敝人死後能夠埋葬在主公身旁...”因此而得到道雪許可的增時，果真於死後葬於梅岳寺中，跟隨在道雪身旁繼續盡忠[103][104]。